# Sudden Strike: Resource War
«Sudden Strike: Resource War» (в России и странах СНГ известна также как «Sudden Strike: Битва за ресурсы») — компьютерная игра в жанре «стратегия реального времени». Игра разработана фирмой Fireglow Games. Вышла в октябре 2004 года, в России — 26 ноября 2004 года. Локализатором в России и странах СНГ является фирма «1С».

## Геймплей
Игра представляет собой классическую стратегию с изометрической графикой.

## Сюжет
Как и в предшествовавшей «Sudden Strike 2», действие игры разворачивается во время Второй мировой войны. Главным отличием от предшествовавшей игры является возможность производства новых юнитов прямо на поле боя. Имеется 5 кампаний за все стороны конфликта, 10 одиночных миссий и 10 карт для сетевой игры.

## Системные требования
- - Pentium II 300/500 МГц
  - 64/128 Мб памяти
  - 350 Мб свободного места